# Samaradiplosis devexa
Samaradiplosis devexa är en tvåvingeart som beskrevs av Fedotova 2005. Samaradiplosis devexa ingår i släktet Samaradiplosis och familjen gallmyggor. Inga underarter finns listade i Catalogue of Life.